# Lucano da Imola

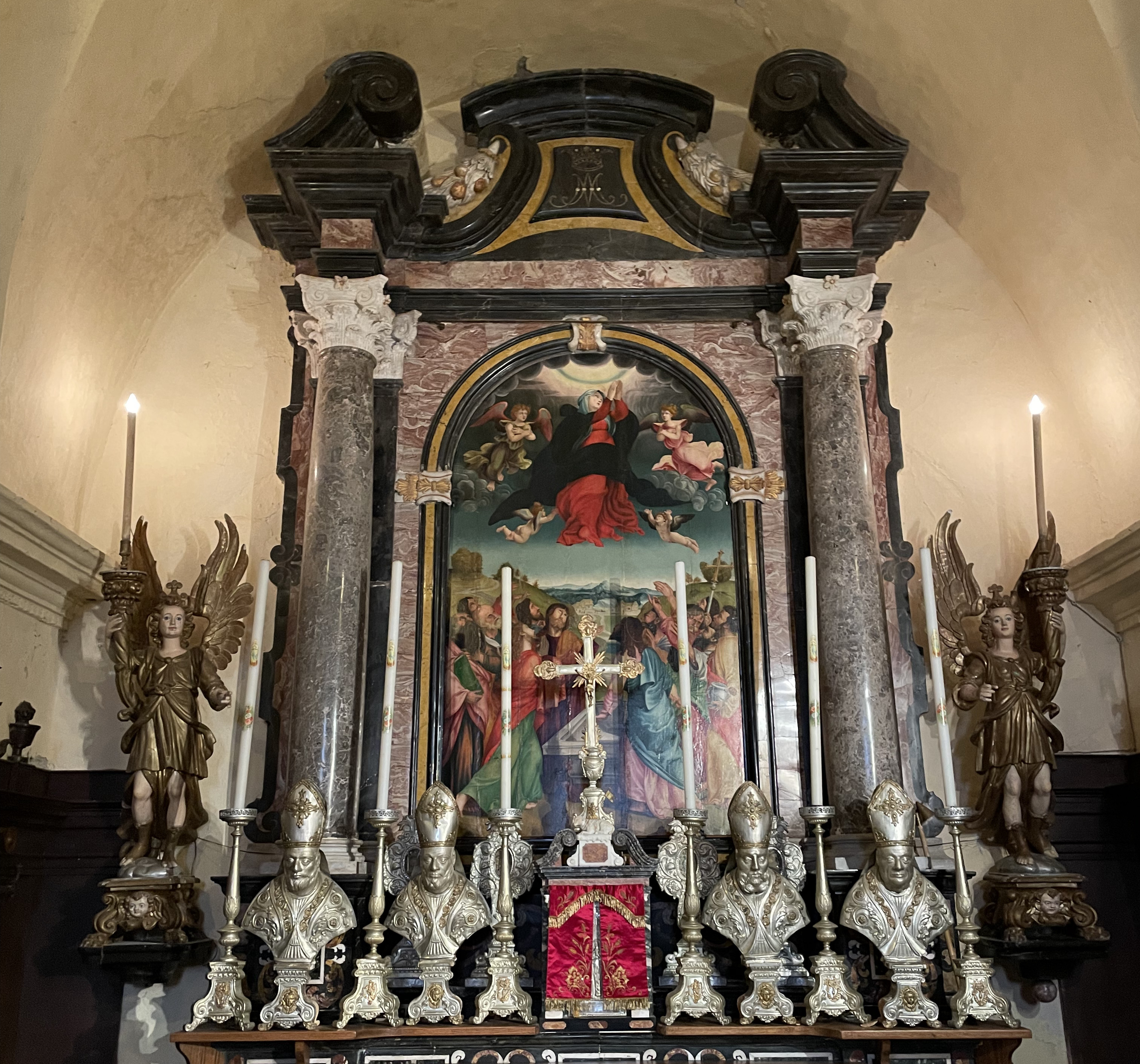
Assunzione della Vergine realizzata nel 1534 in collaborazione con Francesco Bonetti

Lucano da Imola, o Sagio che sta per  Gaggio località nell'Appennino imolese (Gaggio di Fontanelice, 1495 circa – Imola, 1566), è stato un pittore italiano.

## Biografia
Lucano da Imola (o de Sagio, poi  Gaggio), fu figlio di Giovanni Battista, detto Zotto anche lui pittore e  castellano di Monte Battaglia negli ultimi anni del XV secolo per nomina di Caterina Sforza. La famiglia era chiamata degli Zotti, diventando poi Nobili dopo che i membri vennero nominati dal consiglio comunale di Imola Nobili di Gaggio il 22 giugno 1520.

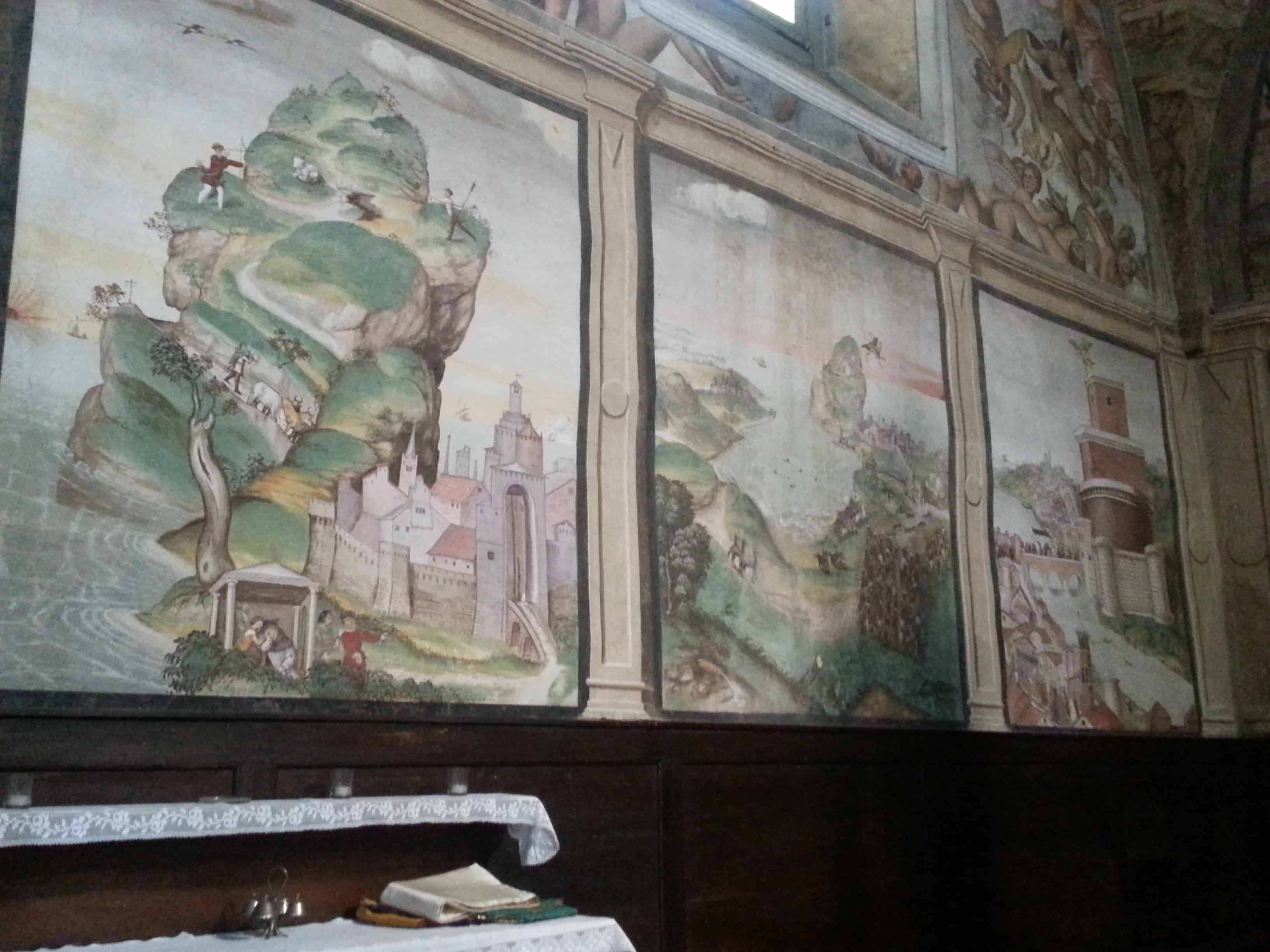
Apparizione dell'arcangelo Michele a Monte Sant'Angelo, a Siponto e a Roma

Lucano prese però il nome dal suo luogo di nascita, la parrocchia di Gaggio, borgo sito nella valle del Santerno (frazione di Fontanelice), anche se si autodefinì Bergomi Habitator. Giunse a Bergamo intorno al 1529, forse accompagnato dal fratello Silvio, che in quell'anno fu presente a Lovere come procuratore del vescovo di Parma. A Bergamo Lucano si era sposato in seconde nozze, con Caterina Carrara che tuttavia non risulterebbe essere la madre di Michele e Raffaele, figli di Lucano, il primo dei quali compare in molti documenti bergamaschi anche dopo la morte del padre.
Iniziò a dipingere a Imola nella bottega di pittura del padre, ma i suoi più grandi lavori gli furono commissionati a Bergamo e nella provincia, dalle congregazioni ecclesiastiche e da famiglie nobili bergamasche.
La documentazione rimasta del pagamento dei disegni commissionatigli per il coro della basilica di Santa Maria Maggiore di Bergamo testimonia la sua presenza nella bergamasca nel 1532, dove sono ancora conservati i suoi disegni.
Anche se poco si conosce della vita di questo pittore, si sa che visse con la famiglia e lavorò per decenni nella bergamasca: numerosi sono infatti gli affreschi, anche se ora non tutti in buono stato di conservazione.
Fece ritorno a Imola nel 1565, dove morì nel 1566.

## Opere
- Pala di san Benedetto (1528-29?) nella chiesa di San Benedetto a Bergamo;
- Coro ligneo di Santa Maria Maggiore (1530-54) a Bergamo;
- Affreschi di Casa Grumelli (1533) a Bergamo;
- Assunzione della Vergine nel Santuario di Salzana a Pizzino di Taleggio (BG) (1534);
- Affreschi di Villa Guarneri Gorlago (1541);
- Adorazione dei Magi al santuario di Sombreno frazione di Paladina (BG) (1548);
- Pala di San Bartolomeo (1540) a Bergamo;
- Affreschi nella chiesa di San Michele al Pozzo Bianco a Bergamo (1550)[8];
- Affreschi nel santuario della Beata Vergine dei Campi (1555) a Zanica (BG)[9];
- Affreschi nel santuario della Madonna dell'Olmo a Verdellino (BG) (1562 …);
- Crocifisso nel Duomo di Imola;
- Affresco dell'Assunzione nella chiesa di Cazzano Sant'Andrea (BG);
- Affreschi nel palazzo Alessandri a Bergamo con scene dall'Orlando furioso di Ludovico Ariosto;
- Affresco, la Speranza da Villa Guarneri a Gorlago (1541), già staccato nei primi del Novecento e trasferito all'Ermitaggio di Pallanza[10] (VB) da W. Kaupe. Dal 1927 , fino al ritrovamento compiuto nel 2015 da parte di Victor Rafael Veronesi , era dato per disperso. Forse si troverebbe a Imola, presso la pinacoteca comunale.